# Walt Disney World Swan
Le Walt Disney World Swan est l'un des deux hôtels du complexe hôtelier Walt Disney World Dolphin & Swan à Walt Disney World Resort. il a ouvert le 22 novembre 1989.

## Le thème
L'hôtel possède un thème marin et enjoué, basé sur la Floride. Les couleurs sont pour cette raison des pastels chauds comme le turquoise ou le saumon. Michael Graves a appelé ce type d'architecture de l'"architecture de loisirs". Les parties turquoises aux derniers étages du corps central de l'hôtel forment une succession de vagues.

## Les bâtiments

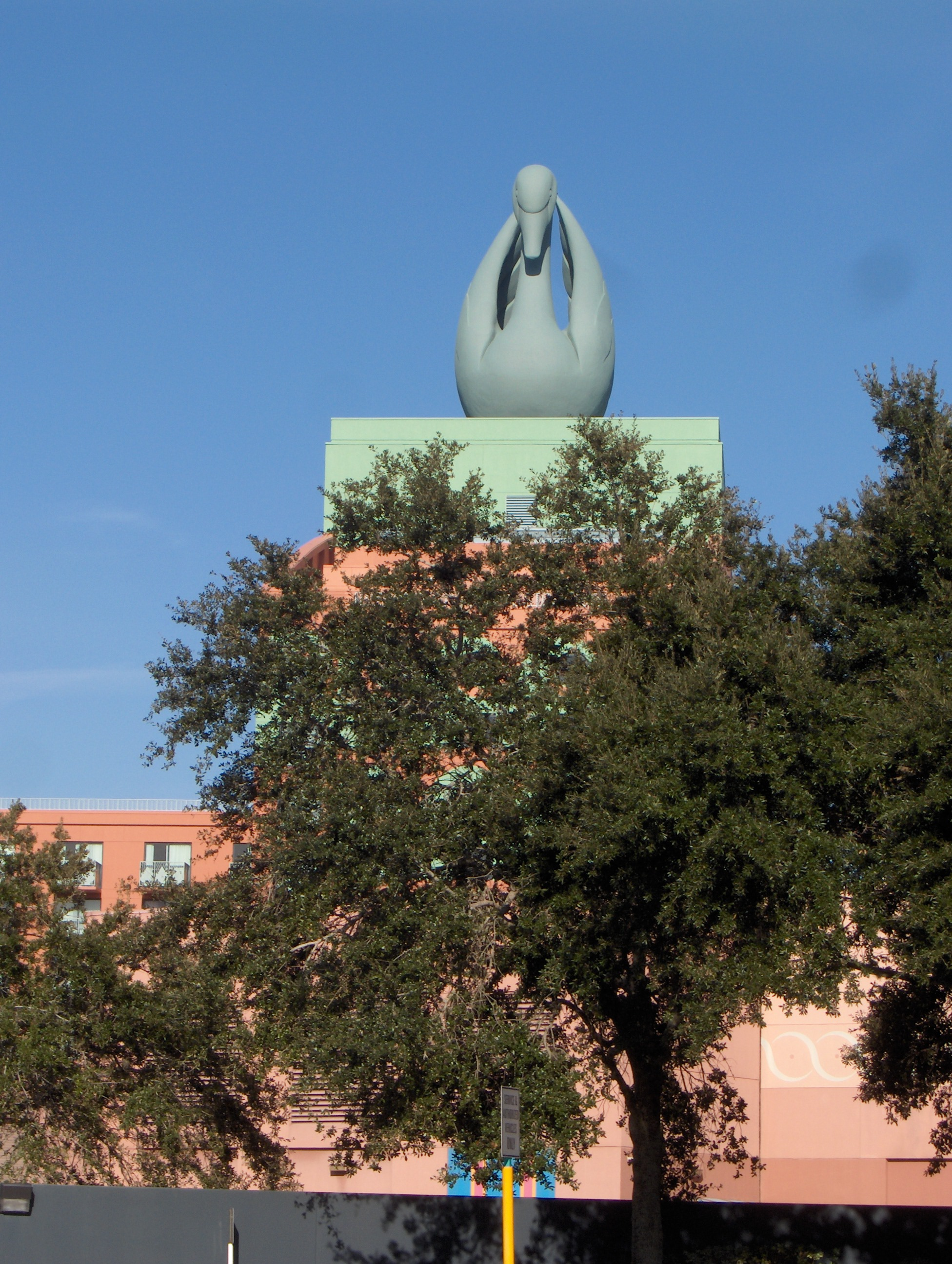
Cygne sur le toit du Walt Disney World Swan Hotel

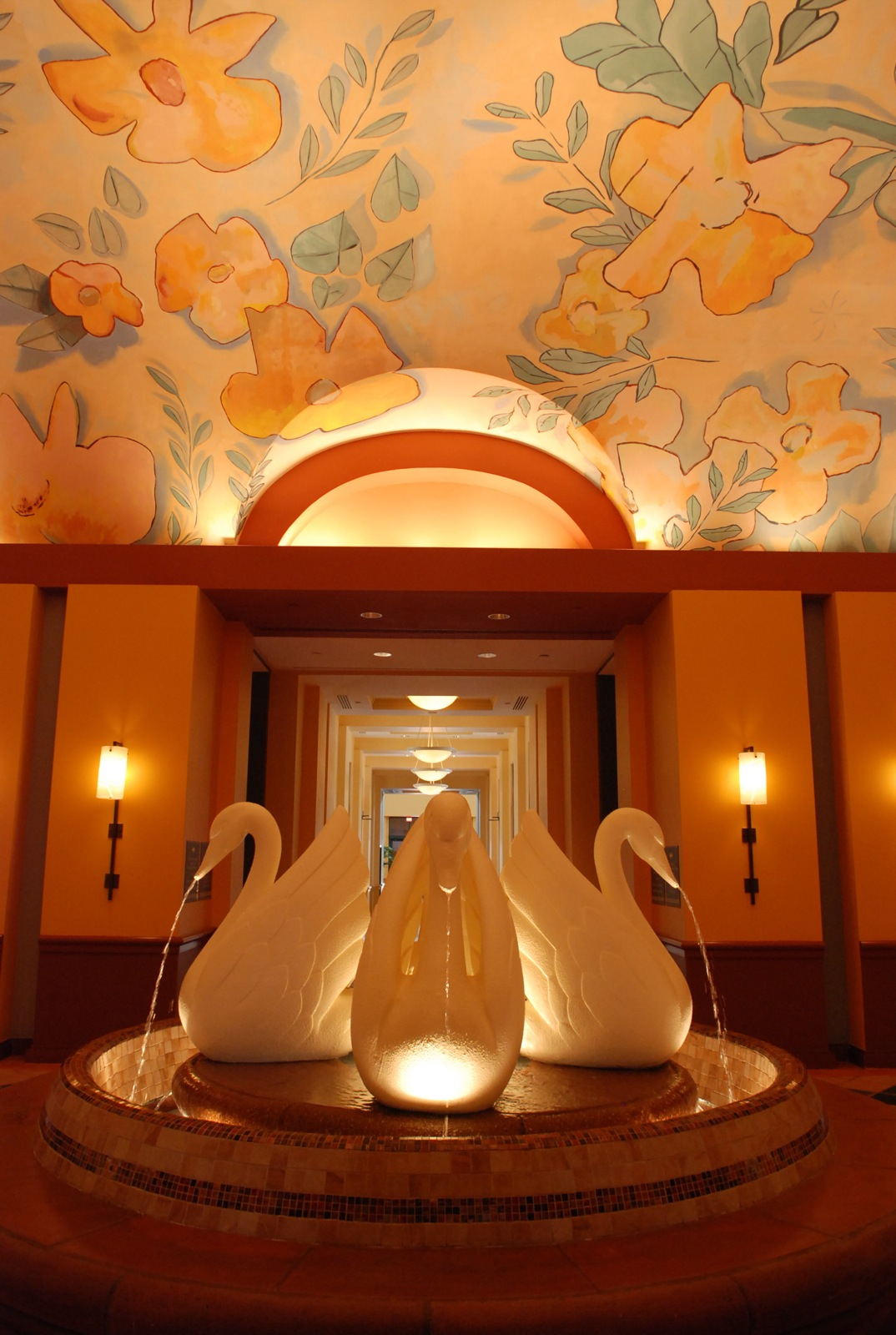
Fontaine avec des cygnes dans le Walt Disney World Swan Hotel

Les éléments les plus importants de l'édifice sont :
- Le corps principal de l'hôtel haut de 12 étages est surmonté d'un arrondi. Il comporte entre le 7e et le 12e étage, un carré noir (une vitre placée devant la façade). Il est situé au-dessus d'un autre carré de couleur bleue allant du 1er au 7e étage et large d'une fenêtre de plus de chaque côté.  Le carré noir fait écho à celui deux fois plus grand du Dophin. Certains y ont vu la marque du futur passage d'une nouvelle ligne de monorail au travers de l'hôtel.
- Deux ailes symétriques en devant du bâtiment de couleur saumon et bleue (sombres pour les 3 premiers étages, plus clair pour les suivants). Leur extrémité septentrionale est surmontée d'une coquille saint-jacques placée à la verticale s'ouvrant en direction du Dolphin. Entre les deux ailes s'ouvrent un jardin très géométrique
- au nord-ouest du bâtiment entre la piscine et le centre de congrès se trouve un pavillon circulaire accueillant un restaurant
- au sud-ouest de l'hôtel s'étale un centre de congrès.

## Les services de l'hôtel

### Les chambres
L'hôtel comporte 758 chambres dont 64 suites et 45 chambres avec service à l'étage (10e et 11e étage). Elles reprennent le thème extérieur avec des couleurs corail et turquoise ainsi que des frises en forme de vague et des ananas. À l'inverse des hôtels Disney, les chambres n'ont pas de ventilateurs au plafond.

### Les restaurants et bars
- Splash Grill situé au bord de la piscine dans l'aile du centre de congrès propose des sandwichs
- Splash Terrace & Pool Bar situé au bord de la piscine et proposant des cocktails
- Garden Grove Cafe situé dans la rotonde ouest, il sert des petits-déjeuners et des déjeuners dans une ambiance de serre tropicale.
  - Gulliver Grill C'est le même restaurant mais le soir, il propose un buffet, parfois   animer par les personnages Disney.
- Kimonos situé dans la moitié nord de l'aile ouest et comme son nom le présume un restaurant japonais.
- Lobby Court Lounge situé au centre de la cour c'est un bar.
- Palio situé dans l'aile EST, est un restaurant italien avec des pizzas et des pâtes.

### La boutique
- Disney Cabanas est la boutique de l'hôtel. Elle est située à gauche dans le hall de l'hôtel et comprend des sections pour les vêtements, les produits Disney et des souvenirs.

### Les activités possibles
L'hôtel propose à l'extrémité occidentale du bâtiment principal : 
- une piscine rectangulaire
- un centre de remise en forme
- une salle de jeu vidéo

Le long du lagon, un complexe de loisirs communs est aussi disponibles tandis que le Disney's BoardWalk Resort voisin comprend la zone commerciale et de loisirs Disney's BoardWalk

### Le centre de congrès
- Swan meetintg Space
  - Swan Ballroom - 22,582 jusqu'à 10 salles de 1,325 à 3,907
  - Osprey Ballroom - 3,525 en 2 pièces de 1,762
    - Osprey Terrace - 2 espaces de 2,800 au sud du bâtiment

  - Pelican Meeting Room - 2,633 en 2 pièces
  - Toucan Meeting Room - 1,060 en 2 pièces de 530
  - Mockingbird Meeting Room - 2,516 en 2 pièces
  - Parrot Meeting Room - 1,248 en 2 pièces
  - Macaw Meeting Room - 1,248 en 2 pièces
  - Lark Meeting Room - 1,085 en 2 pièces
  - Peacock Meeting Room - 1,057 en 2 pièces
- Lake Terrace - 14,000 situé devant la piscine de l'hôtel.
- Hospitality Suites situées au premier étage de l'hôtel
  - Dove Suite - 707
  - Egret Suite - 465
  - Heron Suite - 455
  - Ibis Suite - 473
  - Sandpiper Suite - 443
  - Teal Suite - 403
  - Eagle Boardroom - 663